# Койф

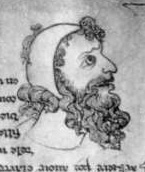
Средневековый койф

Койф (англ. coif, нем. Bundhaube), каль (фр. cale) — полотняный головной убор в виде плотного капюшона или чепца.
Kойф — изначально мужской, а впоследствии женский и детский головной убор — был популярен в Англии и Шотландии со средних веков и до XVII в. Поверх койфа часто надевали другой головной убор, например, шляпу или гейбл.
Мужской каль/койф представлял собой чепец с полуовальным задом и ткаными лентами, с помощью которых он завязывался под подбородком, и поверх которого при выходе на улицу надевали тёплые головные уборы. Судя по изобразительным источникам, в XIII веке его носили так, чтобы из-подо лба и затылка торчали пряди волос. Каль с шапероном и лавровым венком поверх стал неотъемлемой чертой образа великого итальянского поэта XIII-XIV вв. Данте Алигьери. Кроме того, с калем под характерной шапкой изображены на своих портретах многие венецианские дожи. В красном койфе запечатлён на своём посмертном портрете император Священной Римской Империи Максимилиан I. По-видимому, ношение койфа несло в себе практическую функцию, поскольку поддерживал тепло и защищал более дорогие (и менее поддающиеся стирке) головные уборы. от масла для волос.
В сленге российских реконструкторов термином койф обозначается кольчужный капюшон, часть хауберка (от англ. mail coif). Первоначально составлял с кольчугой единое целое, во второй половине XIII в. (а по другим данным, ещё в середине XII в.) стал выполняться отдельно. Мог включать откидной кольчужный клапан для защиты рта. Поверх койфа обычно надевался конический «норманнский» шлем, который к концу XII века сменил топфхельм (ведрообразный шлем). В XIV в. на смену кольчужному койфу пришёл бацинет с бармицей.